# Star TV (canal de televisão turco)
Star TV é um canal de televisão turco, que faz parte da Doğuş Media Group.

## Programas

### Séries
- 2012-: Beni Affet
- 2013-: Aşkın Bedeli
- 2013-2015: Medcezir
- 2013-2015: Kurt Seyit ve Şura
- 2013-: Aramızda Kalsın
- 2014-: Kardeş Payı
- 2014-: Güzel Köylü
- 2014-: Kaçak Gelinler (TV8, 2014-15; Show TV, em breve)
- 2014-: Reaksiyon
- 2014-: Sil Baştan
- 2014-: Aşktan Kaçılmaz
- 2014-: Paramparça
- 2014-: Kaderimin Yazıldığı Gün
- 2015-: Çılek Kokusu
- 2015-: Kara Para Aşk
- 2015-: Kıralik Aşk

### Programas de variedades e entrevistas
- 2008-: Süper Star Life (Simge Tertemiz)
- 2012-: Benim Güzel Evim
- 2012-: Büyük Risk (Selçuk Yöntem)
- 2011-: Soframız
- 2012-: Melek (Melek Baykal)
- 2014-: Vay Arkadaş (Oktay Kaynarca)
- 2014-: Eyvah Düşüyorum (Mehmet Ali Erbil)
- 2014-: Adını Sen Koy (Mehmet Ali Erbil)

### Telejornais
- 2011-: Ece Belen'le Yaz Haberleri (Ece Belen)
- 2011-: Nazlı Öztarhan'la Star Haber (Nazlı Öztarhan)
- 2012-: Celal Pir'le Haftasonu Haberleri (Celal Pir)